# Ryan Henry
Ryan Henry (* 14. Oktober 1984 in Forster, New South Wales) ist ein ehemaliger australischer Tennisspieler.

## Karriere
Henry spielte bis 2002 auf der ITF Junior Tour. Sein bestes Ergebnis bei Grand-Slam-Turnieren war im Einzel das Halbfinale bei seinem letzten Junior-Turnier im September 2002 bei den US Open. Er unterlag Richard Gasquet, nachdem er drei Matchbälle ungenutzt ließ. In Wimbledon stellte er in der zweiten Runde einen neuen Rekord auf. Er gewann im dritten Satz gegen Clément Morel mit 26:24 in einem Match, das über drei Tage gespielt wurde. Im anschließenden Achtelfinale schied er aus. Im Doppel war er in diesem Jahr noch erfolgreicher. Er gewann mit Todd Reid den Titel bei den Australian Open und konnte kurz darauf bei den French Open das Endspiel erreichen. Dort unterlagen sie der deutschen Paarung aus Markus Bayer und Philipp Petzschner. In der Jugend-Rangliste erreichte er Anfang 2002 im Einzel mit Platz 16 seine höchste Platzierung. Im Doppel stand er zum gleichen Zeitpunkt zum ersten Mal an der Spitze der Rangliste.
Bei den Profis spielte Henry ab 2000 Turniere auf der ITF Future Tour. 2002 schaffte er den Sprung in die Top 1000 der Weltrangliste und erreichte das erste Mal ein Future-Halbfinale. Anfang 2003 erhielt er für die Australian Open eine Wildcard. Gegen die Nummer 131 der Welt Julian Knowle verlor er dort in vier Sätzen. Mit einem weiteren Future-Halbfinale und den Erreichen der zweiten Runde beim Challenger in Lexington stieg er auf sein Karrierehoch von Platz 424 im Einzel, 2004 nahm er nur noch an zwei Turniere im Einzel teil. Im Doppel bekam er Anfang 2003 zwei Wildcards – in Adelaide verlor er in der ersten Runde, während er bei den Australian Open gegen Karsten Braasch und Rainer Schüttler das Auftaktmatch gewann. Anschließend unterlag er mit Todd Reid, mit dem er beide Turniere spielte, gegen die Weltranglistenersten Mark Knowles und Daniel Nestor. In Andorra zog er in das einzige Challenger-Halbfinale in seiner Karriere ein. Kurz darauf war er an Position 271, seinem Karrierehoch, platziert. Nach einem Jahr Pause nahm er 2005 nochmal ein Future-Turnieren teil und gewann bei einem von diesen seine einzigen Karrieretitel.
Nach seiner aktiven Karriere mitbegründete er die Voyager Tennis Academy.